# Vectores Q
Los vectores Q se utilizan en dinámica atmosférica para comprender procesos físicos como el movimiento vertical y la frontogénesis. Los vectores Q no son cantidades físicas que se puedan medir en la atmósfera, sino que se derivan de las ecuaciones cuasi-geostróficas y se pueden usar en las situaciones de diagnóstico anteriores. En los gráficos meteorológicos, los vectores Q apuntan hacia el movimiento hacia arriba y hacia el lado opuesto al movimiento hacia abajo. Los vectores Q son una alternativa a la ecuación omega para diagnosticar el movimiento vertical en las ecuaciones cuasi-geostróficas.

## Derivaciones
First derived in 1978, Q-vector derivation can be simplified for the midlatitudes, using the midlatitude β-plane quasi-geostrophic prediction equations:
1. {\displaystyle {\frac {D_{g}u_{g}}{Dt}}-f_{0}v_{a}-\beta yv_{g}=0} (x component of quasi-geostrophic momentum equation)
2. {\displaystyle {\frac {D_{g}v_{g}}{Dt}}+f_{0}u_{a}+\beta yu_{g}=0} (y component of quasi-geostrophic momentum equation)
3. {\displaystyle {\frac {D_{g}T}{Dt}}-{\frac {\sigma p}{R}}\omega ={\frac {J}{c_{p}}}} (quasi-geostrophic thermodynamic equation)

And the thermal wind equations:
{\displaystyle f_{0}{\frac {\partial u_{g}}{\partial p}}={\frac {R}{p}}{\frac {\partial T}{\partial y}}} (x component of thermal wind equation)
{\displaystyle f_{0}{\frac {\partial v_{g}}{\partial p}}=-{\frac {R}{p}}{\frac {\partial T}{\partial x}}} (y component of thermal wind equation)
where {\displaystyle f_{0}} is the Coriolis parameter, approximated by the constant 1e−4 s−1; {\displaystyle R} is the atmospheric ideal gas constant; {\displaystyle \beta } is the latitudinal change in the Coriolis parameter {\displaystyle \beta ={\frac {\partial f}{\partial y}}}; {\displaystyle \sigma } is a static stability parameter; {\displaystyle c_{p}} is the specific heat at constant pressure; {\displaystyle p} is pressure; {\displaystyle T} is temperature; anything with a subscript {\displaystyle g} indicates geostrophic; anything with a subscript {\displaystyle a} indicates ageostrophic; {\displaystyle J} is a diabatic heating rate; and {\displaystyle \omega } is the Lagrangian rate change of pressure with time. {\displaystyle \omega ={\frac {Dp}{Dt}}}.  Note that because pressure decreases with height in the atmosphere, a negative value of {\displaystyle \omega } is upward vertical motion, analogous to {\displaystyle +w={\frac {Dz}{Dt}}}.
From these equations we can get expressions for the Q-vector:
{\displaystyle Q_{i}=-{\frac {R}{\sigma p}}\left[{\frac {\partial u_{g}}{\partial x}}{\frac {\partial T}{\partial x}}+{\frac {\partial v_{g}}{\partial x}}{\frac {\partial T}{\partial y}}\right]}
{\displaystyle Q_{j}=-{\frac {R}{\sigma p}}\left[{\frac {\partial u_{g}}{\partial y}}{\frac {\partial T}{\partial x}}+{\frac {\partial v_{g}}{\partial y}}{\frac {\partial T}{\partial y}}\right]}
And in vector form:
{\displaystyle Q_{i}=-{\frac {R}{\sigma p}}{\frac {\partial {\vec {V_{g}}}}{\partial x}}\cdot {\vec {\nabla }}T}
{\displaystyle Q_{j}=-{\frac {R}{\sigma p}}{\frac {\partial {\vec {V_{g}}}}{\partial y}}\cdot {\vec {\nabla }}T}
Plugging these Q-vector equations into the quasi-geostrophic omega equation gives:
{\displaystyle \left(\sigma {\overrightarrow {\nabla ^{2}}}+f_{\circ }^{2}{\frac {\partial ^{2}}{\partial p^{2}}}\right)\omega =-2{\vec {\nabla }}\cdot {\vec {Q}}+f_{\circ }\beta {\frac {\partial v_{g}}{\partial p}}-{\frac {\kappa }{p}}{\overrightarrow {\nabla ^{2}}}J}
If second derivatives are approximated as a negative sign, as is true for a sinusoidal function, the above in an adiabatic setting may be viewed as a statement about upward motion:
{\displaystyle -\omega \propto -2{\vec {\nabla }}\cdot {\vec {Q}}}
Expanding the left-hand side of the quasi-geostrophic omega equation in a Fourier Series gives the {\displaystyle -\omega } above, implying that a {\displaystyle -\omega } relationship with the right-hand side of the quasi-geostrophic omega equation can be assumed.
This expression shows that the divergence of the Q-vector ({\displaystyle {\vec {\nabla }}\cdot {\vec {Q}}}) is associated with downward motion. Therefore, convergent {\displaystyle {\vec {Q}}} forces ascent and divergent {\displaystyle {\vec {Q}}} forces descend. Q-vectors and all ageostrophic flow exist to preserve thermal wind balance. Therefore, low level Q-vectors tend to point in the direction of low-level ageostrophic winds.

## Aplicaciones
Los vectores Q se pueden determinar completamente con: altura geopotencial ({\ estilo de visualización \ Phi}\Fi) y la temperatura en una superficie de presión constante. Los vectores Q siempre apuntan en la dirección del aire ascendente. Para un ciclón y anticiclón idealizados en el hemisferio norte (donde {\displaystyle {\frac {\partial T}{\partial y}}<0}), los ciclones tienen vectores Q que apuntan paralelos al viento térmico y los anticiclones tienen vectores Q que apuntan antiparalelos al viento térmico. Esto significa movimiento hacia arriba en el área de advección de aire cálido y movimiento hacia abajo en el área de advección de aire frío.
En la frontogénesis, los gradientes de temperatura deben ajustarse para la iniciación. Para esas situaciones, los vectores Q apuntan hacia el aire ascendente y los gradientes térmicos cada vez más estrechos. En áreas de vectores Q convergentes, se crea vorticidad ciclónica, y en áreas divergentes, se crea vorticidad anticiclónica.